# Лесьниця (Лодзинське воєводство)
Лесьниця (пол. Leśnica) — село в Польщі, у гміні Водзеради Ласького повіту Лодзинського воєводства.
Населення — 295 осіб (2011).
У 1975-1998 роках село належало до Серадзького воєводства.

## Демографія
Демографічна структура станом на 31 березня 2011 року:
|          | Загалом | Допрацездатний вік | Працездатний вік | Постпрацездатний вік |
| -------- | ------- | ------------------ | ---------------- | -------------------- |
| Чоловіки | 142     | 24                 | 99               | 19                   |
| Жінки    | 153     | 38                 | 72               | 43                   |
| Разом    | 295     | 62                 | 171              | 62                   |